# حذة (المخادر)

تعديل مصدري - تعديل

حذة محلة تابعة لقرية الطنبي، التابعة لعزلة الصفي بمديرية المخادر إحدى مديريات محافظة إب في الجمهورية اليمنية، بلغ تعداد سكانها 155 حسب تعداد اليمن لعام 2004.